# Камикоани
Камикоани (яп. 上小阿仁村 Камикоани-мура) — село в Японии, находящееся в уезде Китаакита префектуры Акита. Площадь села составляет 256,82 км², население — 2430 человек (1 августа 2014), плотность населения — 9,46 чел./км².

## Географическое положение
Село расположено на острове Хонсю в префектуре Акита региона Тохоку. С ним граничат города Акита, Китаакита, Носиро и посёлок Годзёме.

## Население
Население села составляет 2430 человек (1 августа 2014), а плотность — 9,46 чел./км². Изменение численности населения с 1980 по 2005 годы:
| 1980 | 4352 чел. |  |
| 1985 | 4116 чел. |  |
| 1990 | 3746 чел. |  |
| 1995 | 3553 чел. |  |
| 2000 | 3369 чел. |  |
| 2005 | 3107 чел. |  |